# São José do Peixe
São José do Peixe là một đô thị thuộc bang Piauí, Brasil. Đô thị này có diện tích 1339,496 km², dân số năm 2007 là 3729 người, mật độ 2,78 người/km².